# Paolo Fabbri (musicologo)
Paolo Fabbri (Ravenna, 15 ottobre 1948) è un musicologo italiano.

## Biografia
Noto soprattutto per gli studi su Gioachino Rossini e per studi sul libretto e il rapporto tra metrica e musica, è ordinario di Storia della Musica Moderna e Contemporanea all'Università di Ferrara ed è il direttore della Fondazione Donizetti di Bergamo. Tra gli altri suoi interessi anche Claudio Monteverdi, Andrea Gabrieli, Vincenzo Bellini e Giovan Battista Pergolesi.
Ha scritto su "Il saggiatore musicale", "Rivista italiana di musicologia", "Quadrivium. Rivista di filologia e musicologia medievale", "L'organo. Rivista di cultura organaria e organistica", "Studi Romagnoli", "Musica e filologia", "Studi musicali", "Bollettino del Centro Rossiniano di studi", "Chigiana. Rassegna annuale di studi musicologici", "Romagna arte e storia", "Civiltà mantovana" e altrove.
Ha collaborato all'edizione critica delle opere di Gioachino Rossini con Bruno Cagli, Philip Gossett, Alberto Zedda e Patricia B. Brauner e alla direzione dell'edizione nazionale delle opere di Gaetano Donizetti.
Nel 1989 è stato premiato con la Dent Medal (Royal Musical Association) ed è socio onorario dell'American Musicological Society.
Nel 2003 ha fondato "Musicalia. Annuario internazionale di studi musicologici", di cui è direttore.

## Opere
- Gusto scenico a Mantova nel tardo Rinascimento, Liviana, Padova, 1973
- Teatri di Russi. Dal vecchio al nuovo Comunale, Longo, Ravenna 1979
- cura con Angelo Pompilio di Il corago, o vero Alcune osservazioni per metter bene in scena le composizioni drammatiche, Olschki, Firenze 1983
- Tre secoli di musica a Ravenna. Dalla Controriforma alla caduta dell'Antico Regime, Longo, Ravenna 1983
- Monteverdi, Edt, Torino 1985
- Struttura del repertorio operistico reggiano nel Settecento. 1. Dalla fine del Seicento al 1760, in Susi Davoli (a cura di), Civiltà teatrale e Settecento emiliano, Il Mulino, Bologna 1986, pp. 257-75
- Andrea Gabrieli e le composizioni su diversi linguaggi: la Giustiniana, in Francesco Degrada (a cura di), Andrea Gabrieli e il suo tempo, Olschki, Firenze 1987
- Due secoli di teatro per musica a Reggio Emilia. Repertorio cronologico delle opere e dei balli 1645-1857 (con Roberto Verti=, Edizioni del Teatro municipale Valli, Reggio Emilia 1987
- Groto in musica, in Giorgio Brunello e Antonio Lodo (a cura di), Luigi Groto e il suo tempo, Minelliana, Rovigo 1987 pp. 141-61
- Il madrigale fra Cinque e Seicento, Il Mulino, Bologna 1988 ISBN 88-15-01992-8
- Periferie operistiche del seicento: il teatro per musica nella legazione di Romagna (con Sergio Monaldini), Essegi, Ravenna 1989
- Il secolo cantante. Per una storia del libretto d'opera nel Seicento, Il mulino, Bologna 1990, 2003 ISBN 88-8319-812-3
- Saverio Mattei: un profilo bio-bibliografico, in Bianca Maria Antolini e Wolfgang Witzenmann (a cura di), Napoli e il teatro musicale in Europa tra Sette ed Ottocento, Olschki, Firenze 1993
- Un compositore in cerca d'autore: Rossini come personaggio letterario nell'Ottocento, Accademia Nazionale dei Lincei, Roma 1994
- cura di Gioacchino Rossini 1792-1992: il testo e la scena, Fondazione Rossini, Pesaro 1994
- Italianità fuori d'opera, in Francesco Degrada e Ludwig Finscher (a cura di), Luigi Boccherini e la musica strumentale dei maestri italiani in Europa tra Sette e Ottocento, Olschki, Firenze 1994
- Monteverdi, trad. Tim Carter, Cambridge University Press, 1994
- cura di Gioachino Rossini, Tancredi, Fondazione Rossini, Pesaro 1994
- On the Origins of an Operatic Topos: The Mad-Scene, in Iain Fenlon e Tim Carter (a cura di), Con che soavità: Studies in Italian Opera, Song, and Dance, 1580-1740, Clarendon Press, Oxford 1995
- cura di Di sì felice innesto. Rossini, la danza, e il ballo teatrale in Italia, Fondazione Rossini, Pesaro 1996
- Introduzione a Gioachino Rossini, Tutti i libretti d'opera, 2 voll., Newton Compton, Roma 1997 ISBN 88-8183-805-2 ISBN 88-8183-806-0
- cura con Giovanna Gronda di Libretti d'opera italiani. Dal Seicento al Novecento, Mondadori ("I Meridiani"), Milano 1997 ISBN 978-88-04-42258-7 ISBN 978-88-04-64112-4
- Musica in torneo nell'Italia del Seicento, Libreria musicale italiana, Lucca 1999 ISBN 88-7096-194-X
- I beni di cultura, La Serenissima nel gran teatro del mondo e La storia, in Paolo Fabbri (a cura di), Musica nel Veneto, Motta, Milano 1999
- cura di I teatri di Ferrara. Commedia, opera e ballo nel Sei e Settecento, 2 voll., Libreria musicale italiana, Lucca 2002
- Il salterio e la cetra. Musiche liturgiche e devozionali nella diocesi di Ferrara-Comacchio (con Maria Chiara Bertieri), Diabasis, Reggio Emilia 2004
- Metro e canto nell'opera italiana, Edt, Torino 2007 ISBN 978-88-6040-059-8
- cura con Piera Ravasio di Gaetano Donizetti, Il carteggio Mayr, 3 voll., Fondazione Donizetti, Bergamo 2008-13
- cura con Angela Maria Andrisano di La favola di Orfeo: letteratura, immagine, performance, UnifePress, Ferrara 2009 ISBN 978-88-96463-01-7
- cura con Maria Chiara Bertieri di Musica e società, 2 voll., McGraw Hill, 2012-14